# Gaude Mater Polonia
Gaude Mater Polonia (Réjouis toi, Mère Pologne) est l'hymne national polonais du Moyen Âge. Les chevaliers polonais avaient l’habitude de le chanter après une bataille victorieuse.
Le texte latin de cet hymne fut composé par Vincent de Kielce, moine dominicain de Raciborz (Haute-Silésie), à l’occasion de la canonisation, en 1253, de l’évêque de Cracovie, Stanislas de Szczepanow (1030-1079). La musique est une mélodie grégorienne sur O Salutaris Hostia, dont la plus ancienne notation connue figure dans l’ Antiphonaire de Kielce (1372). 
Au XVIIIe siècle Grzegorz Gerwazy Gorczycki en écrivit une version baroque, toujours jouée et dont les enregistrements sont disponibles.
Au XIXe siècle, Teofil Klonowski (1805-1876) en réalisa une harmonisation à quatre voix qui fut alors considérée comme un véritable hymne national alors que la Pologne était partagée entre l'Autriche, la Prusse et la Russie.
Texte latin
Gaude, Mater Polonia,
Prole fecunda nobili.
Summi Regis magnalia
Laude frequenta vigili.
Amen